# エダラボン
エダラボン（Edaravone）は脳保護剤（フリーラジカルスカベンジャー）であり、急性の脳虚血発作や脳梗塞後の血流再開時に発生するラジカルを捕えて脳神経を保護する働きを持つ。抗酸化剤であり強力なラジカル捕捉剤である。
商品名ラジカット。日本の三菱東京製薬（現:田辺三菱製薬）が創薬し、2001年4月に「脳梗塞急性期に伴う神経症候、日常生活動作障害、機能障害の改善」を効能・効果として承認された。再審査が終了し、現在多くの後発品が販売されている。またインドでは、Edinburgh Pharmaceuticalsが商品名Aroneとして販売している。
エダラボンは、線条体および黒質において、メタンフェタミンおよび6-OHDA誘発性のドーパミン作動性神経障害を軽減するが、メタンフェタミン誘発性のドーパミン分泌および高熱症を軽減しない。
また黒質ではメチルフェニルテトラヒドロピリジン(MPTP)誘発性のドーパミン作動性神経障害を軽減するが、線条体ではその効果はない。
田辺三菱製薬のサイト（下記参照）では、脳白質において髄鞘やオリゴデンドロサイトをフリーラジカルから護ると説明している。
2015年6月、エダラボン（ラジカット）が「筋萎縮性側索硬化症における機能障害の進行抑制」として効能・効果の承認を受けた。後発品にはこの効能・効果は認められていない。
2017年5月エダラボン（米国商品名：ラジカヴァ）がアメリカ食品医薬品局に「筋萎縮性側索硬化症」の適応で認可された。アメリカで筋萎縮性側索硬化症の新薬の認可は20年ぶりとなる。
2022年5月12日、エダラボンの経口懸濁剤（ラジカヴァ ORS）がFDAに認可された。1日に1回、経口または胃ろうから服用となり点滴製剤より患者の負担が軽減される。日本でも2022年12月23日製造販売承認された。

## 副作用
添付文書に記載されている重大な副作用は、急性腎不全、ネフローゼ症候群、劇症肝炎、肝機能障害、黄疸、血小板減少、顆粒球減少、播種性血管内凝固症候群(DIC)、急性肺障害、横紋筋融解症、ショック、アナフィラキシー様症状である。